# Virbi
Virbi era, segons la mitologia romana, un déu o un geni dels boscos, que tenia un culte vinculat a Diana, a la que acompanyava. Tenia el santuari al bosc sagrat de Nemi, a Arícia.
Els cavalls tenien prohibit accedir a aquest bosc sagrat, i això va donar origen a la creença de què Virbi era el fill de Teseu, Hipòlit, que en altre temps havia estat mort pels seus cavalls, i ressuscitat per Asclepi, va ser portat a Itàlia per Àrtemis. Aquesta interpretació s'argumentava en un joc de paraules que descomponia Virbi en dos mots: Vir (home) i Bis (dos cops), o sigui, que havia estat home dues vegades, en al·lusió a la resurrecció de l'heroi.